# Chiropodomys pusillus
Chiropodomys pusillus es una especie de roedor de la familia Muridae.

## Distribución geográfica
Se encuentra en Indonesia y Malasia. 